# هانسلمان

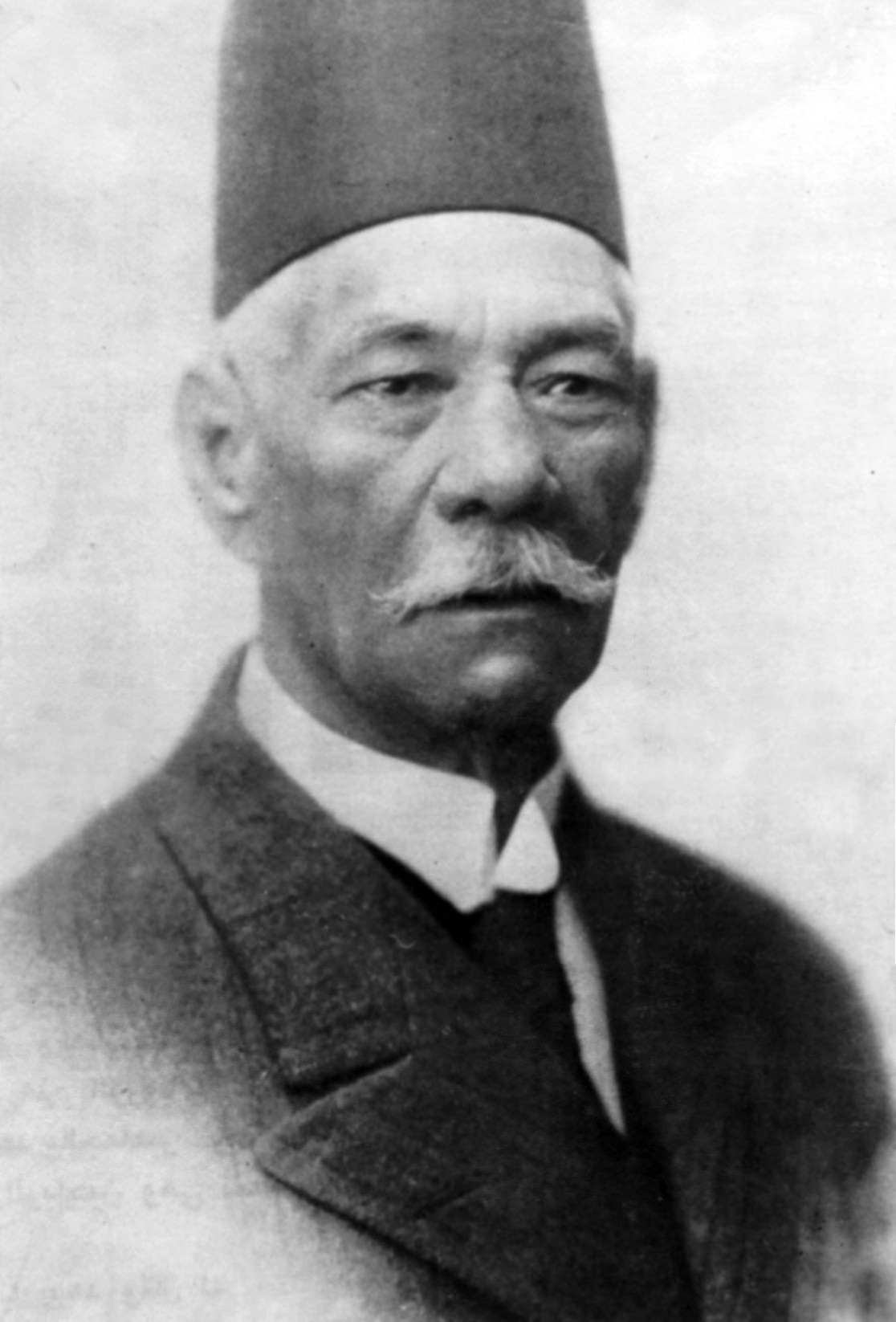
صورة سعد زغلول الشهيرة بعدسة هانسلمان

هانسلمان (W. Hanselman) هو مصور فوتوغرافي يهودي عمل في مصر. من أهم صوره تلك الصور التي التقطها للملك فؤاد الأول وزوجة ابنه الملكة فريدة وغيرهما من أعضاء العائلة المالكة المصرية، ومن أبرزها بورتريه فوتوغرافي شهير التقطه للزعيم المصري سعد زغلول.